# Carlheinz Hollmann

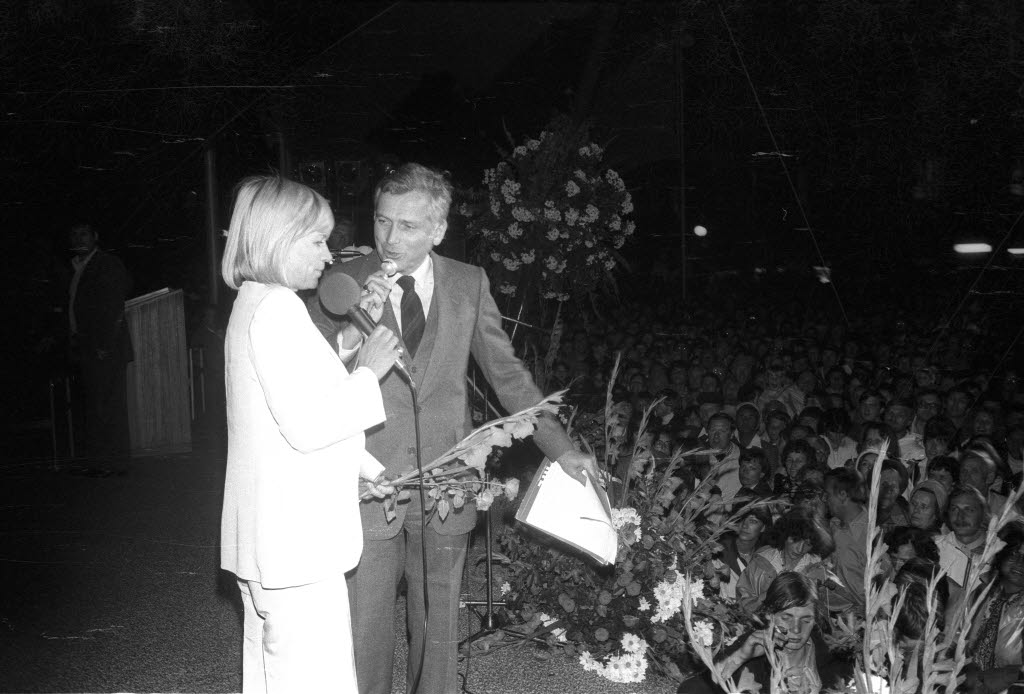
Carlheinz Hollmann auf der Kieler Woche 1978

Carlheinz Hollmann (* 1. Dezember 1930 in Hamburg; † 4. Mai 2004 in Salzhausen) war ein deutscher Fernsehmoderator und auch Rundfunkmoderator der Sendung Radio-Telex auf den 4-fröhlichen Wellen von RTL-Radio Luxemburg.

## Leben
Nach dem Abitur 1951 am Christianeum in Hamburg begann Hollmann seine Laufbahn am 1. Februar 1952 beim Nordwestdeutschen Rundfunk (NWDR) als Reporter. Ab 1957 war er im Reporterteam der Sendung Die Aktuelle Schaubude und trat 1961 dort die Nachfolge von Werner Baecker als Moderator an. Er leitete die Sendung bis 1964. Später arbeitete er für das Hamburg Journal des NDR, das ZDF (Schaufenster Deutschland, Night-Club (1969–70), Was wäre wenn... (1971), Das ist ihr Leben (1976–79)) und für RTL (Klartext) sowie in freier Mitarbeit den Fernsehregionalsender Hamburg 1.
1964 gründete Hollmann seine eigene Produktionsfirma. Mit ihr konzipierte und organisierte er von 1979 bis 1993 den Hamburger Hafengeburtstag und andere Großveranstaltungen, wie das Alstervergnügen und die Millenniumsfeier in Hamburg zum 2000er Jahreswechsel. Darüber hinaus ging von ihm 1986 die Initiative zur Errichtung der Alsterfontäne aus. Hollmann war Träger des Bundesverdienstkreuzes am Bande und seit 1958 mit der ehemaligen Miss Germany Gerti Daub verheiratet.

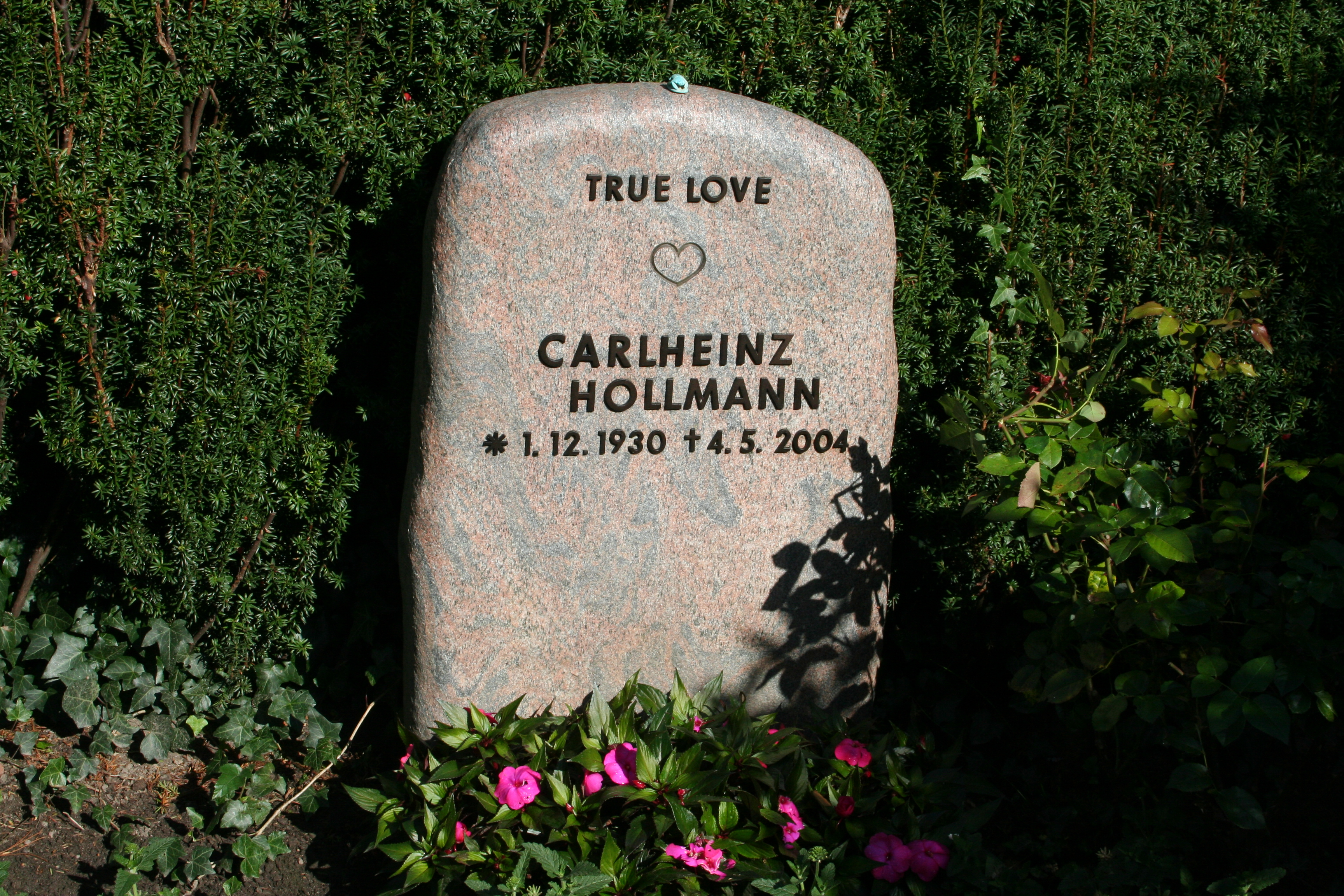
Grab von Carlheinz Hollmann

Carlheinz Hollmann erlag 2004 im Alter von 73 Jahren einem Krebsleiden. Er wurde auf dem Nienstedtener Friedhof in Hamburg bestattet.